# Costoliere (pugnale)
Veniva chiamata costoliere ogni arma da punta, usata per colpire l'avversario tra le costole. I pugnali costolieri erano fabbricati con la lama piramidale con la base quadrangolare o triangolare allo scopo di renderli più robusti e più adatti alla penetrazione.